# Lipsothrix ecucullata
Espèce
Lipsothrix ecucullata est un insecte de la famille des Limoniidae. On le rencontre en juin et en juillet dans coins humides des forêts caduques. La larve se développe dans l'aubier d'arbres morts tombés au sol, qui ont commencé leur décomposition. Elles se nourrissent de mycélium.
On rencontre Lipsothrix ecucullata tout particulièrement en Écosse.

## Première publication
Edwards F.W. 1938: British short-palped craneflies. Taxonomy of adults. Transactions of the Society for British Entomology 5: 1-168.